# Hysterionica pinnatisecta
A Hysterionica pinnatisecta é uma rara espécie de planta que ocorre em fendas de penhascos basálticos, de 900 a 1.200 metros, na formação Rio do Rastro, em Santa Catarina, e na Serra Geral, no estado brasileiro do Rio Grande do Sul. 